# André Krul
André Krul (Grootschermer, 8 mei 1987) is een Nederlands voetballer die als doelman speelt.

## Clubcarrière
Krul speelde in de jeugd bij GSV, AZ Alkmaar, AFC '34 en FC Utrecht. In het seizoen 2008/09 maakte hij voor het eerst deel uit van de selectie van het eerste elftal, maar debuteerde nog niet.
In het seizoen 2009/10 werd hij verhuurd aan Telstar en daar maakte hij op 7 augustus 2009 zijn debuut, uit tegen SBV Excelsior. Krul werd de vaste keeper bij de club uit Velsen en keepte tot aan de winterstop negentien duels.
Na de winterstop werd hij per direct teruggehaald door Utrecht, dat kampte met blessures bij enkele doelmannen. Opnieuw kwam hij niet tot speelminuten bij het eerste elftal van de Utrechters. In augustus 2010 werd hij verhuurd aan Sparta Rotterdam. In het seizoen 2011/12 wordt hij verhuurd aan AGOVV Apeldoorn.
In juni 2012 werd Krul voor een korte periode vastgelegd door Valletta FC uit Malta waarmee hij in de voorrondes van de UEFA Champions League keepte. Toen Valleta werd uitgeschakeld ging hij naar het Colombiaanse Boyacá Chicó waar hij in september 2012 als eerste Nederlandse voetballer debuteerde in de Categoría Primera A. In januari 2014 keerde hij terug naar Nederland en werd keepertrainer bij AFC '34.
Op 7 maart 2014 werd bekend dat hij naar FC Groningen zou gaan. Hij verkoos dat boven een kort contract in Puerto Rico bij Bayamón FC. In de zomer van 2014 liep zijn contract in Groningen af en nadat een stage bij RKC Waalwijk geen verbintenis opleverde, ging hij in augustus alsnog bij Bayamón aan de slag. Hij speelde op 19 augustus de wedstrijd in de CONCACAF Champions League tegen Club América in Mexico (6-1 nederlaag). Bij terugkeer kwam hij Puerto Rico niet meer in, omdat Bayamón verzuimd had een sportvisum voor Krul te regelen, waardoor hij niet meer voor de club kon spelen.
Vanaf 9 september 2014 trainde Krul de selectiekeepers van SV De Rijp, tot hij een nieuwe club zou vinden. Begin 2015 sloot hij aan bij KV Turnhout. Met ingang van het seizoen 2015/16 was Krul actief voor SC Cambuur. Hij speelde geen enkele wedstrijd in dat seizoen, waarin Cambuur degradeerde uit de Eredivisie. Krul ging in juni 2016 vervolgens naar Iwaki FC, op dat moment actief op het achtste niveau in Japan, de Fukushima Ken Sha Phantom Football League. Hier kwam hij te spelen onder Pieter Huistra, die er vijf maanden eerder werd aangesteld als coach.
In januari 2017 ging hij voor SV Spakenburg spelen, waarmee hij uit de Tweede divisie degradeerde. Aanvankelijk verliet Krul Spakenburg hierna, maar keerde eind augustus terug bij de club. In januari 2018 ging Krul naar het Australische Preston Lions dat uitkomt in de Victorian State League Division 1 (vierde niveau). In oktober 2018 mocht hij vertrekken. Hierna werd hij trainingskeeper bij Jong Ajax. In september 2019 tekende hij een contract tot februari 2020 bij het Duitse Alemannia Aachen dat uitkomt in de Regionalliga West. 
Krul trainde al mee bij Jong AZ voor hij in september 2020 ook aansloot bij het team. Hij vervult de rol van mentor en kan als doelman vanwege leeftijdsrestricties enkel in competitiewedstrijden uitkomen tegen andere beloftenploegen. In het seizoen 2021/22 speelde hij bij VV Katwijk. Bij de club was hij de vaste doelman en werd hij kampioen van de Tweede divisie. In oktober 2022 sloot Krul aan bij Glacis United FC uit Gibraltar. Per 1 januari 2023 verliet hij de club.
In januari 2024 dook Krul op bij Mtibwa Sugar FC, uitkomend in de Tanzaniaanse Premier League. Na een trainingsstage tekende hij een contract voor anderhalf seizoen bij de club uit Morogoro. De club schreef hem echter te laat in bij de bond waardoor hij geen wedstrijden kon spelen. Een poging hierna om in de Democratische Republiek Congo een club te vinden, liep op niets uit. In september 2024 vond hij in het Senegalese AJEL de Rufisque, dat net naar de Ligue 1 gepromoveerd is, een nieuwe club. Op 5 februari werd Krul de tweede voetballer die op elk continent gevoetbald heeft, want op deze datum debuteerde Krul voor AJEL de Rufisque tegen Teungueth FC.

## Clubstatistieken
| Seizoen                                | Club               | Land            | Competitie                        | Competitie | Competitie | Beker | Beker | Internationaal | Internationaal | Totaal | Totaal |
| Seizoen                                | Club               | Land            | Competitie                        | Wed.       | Dlp.       | Wed.  | Dlp.  | Wed.           | Dlp.           | Wed.   | Dlp.   |
| -------------------------------------- | ------------------ | --------------- | --------------------------------- | ---------- | ---------- | ----- | ----- | -------------- | -------------- | ------ | ------ |
| 2008/09                                | FC Utrecht         | Nederland       | Eredivisie                        | 0          | 0          | 0     | 0     | —              | —              | 0      | 0      |
| 2009/10                                | → Telstar          | Nederland       | Eerste divisie                    | 19         | 0          | 0     | 0     | —              | —              | 19     | 0      |
| 2009/10                                | FC Utrecht         | Nederland       | Eredivisie                        | 0          | 0          | 0     | 0     | —              | —              | 0      | 0      |
| 2010/11                                | → Sparta Rotterdam | Nederland       | Eerste divisie                    | 20         | 0          | 1     | 0     | —              | —              | 21     | 0      |
| 2011/12                                | → AGOVV            | Nederland       | Eerste divisie                    | 26         | 0          | 1     | 0     | —              | —              | 27     | 0      |
| 2012/13                                | Valletta FC        | Malta           | Premier League                    | 0          | 0          | 0     | 0     | 4              | 0              | 4      | 0      |
| 2012                                   | Boyacá Chicó       | Colombia        | Primera A                         | 1          | 0          | 1     | 0     | —              | —              | 2      | 0      |
| 2013                                   | Boyacá Chicó       | Colombia        | Primera A                         | 13         | 0          | 3     | 0     | —              | —              | 16     | 0      |
| 2013/14                                | FC Groningen       | Nederland       | Eredivisie                        | 0          | 0          | 0     | 0     | —              | —              | 0      | 0      |
| 2014/15                                | Bayamón FC         | Puerto Rico     | Liga Nacional                     | 0          | 0          | 0     | 0     | 1              | 0              | 1      | 0      |
| 2014/15                                | KV Turnhout        | België          | Derde Klasse                      | 12         | 0          | 0     | 0     | —              | —              | 12     | 0      |
| 2015/16                                | SC Cambuur         | Nederland       | Eredivisie                        | 0          | 0          | 0     | 0     | —              | —              | 0      | 0      |
| 2016                                   | Iwaki FC           | Japan           | Fukushima Football League         | 6          | 0          | 6     | 0     | —              | —              | 12     | 0      |
| 2016/17                                | SV Spakenburg      | Nederland       | Tweede divisie                    | 14         | 0          | 4     | 0     | —              | —              | 18     | 0      |
| 2017/18                                | Preston Lions      | Australië       | Victorian State League Division 1 | 22         | 0          | 3     | 0     | -              | -              | 25     | 0      |
| 2018/19                                | Jong Ajax          | Nederland       | Eerste divisie                    | 0          | 0          | 0     | 0     | —              | —              | 0      | 0      |
| 2019/20                                | Allemania Aachen   | Duitsland       | Regionalliga West                 | 1          | 0          | 0     | 0     | —              | —              | 1      | 0      |
| 2020/21                                | Jong AZ            | Nederland       | Eerste divisie                    | 0          | 0          | 0     | 0     | —              | —              | 0      | 0      |
| 2020/21                                | AZ                 | Nederland       | Eredivisie                        | 0          | 0          | 0     | 0     | 0              | 0              | 0      | 0      |
| 2021/22                                | VV Katwijk         | Nederland       | Tweede divisie                    | 32         | 0          | 1     | 0     | —              | —              | 33     | 0      |
| 2022/23                                | Glacis United FC   | Gibraltar       | Gibraltar National League         | 3          | 0          | 0     | 0     | —              | —              | 3      | 0      |
| Carrière totaal                        | Carrière totaal    | Carrière totaal | Carrière totaal                   | 169        | 0          | 16    | 0     | 5              | 0              | 190    | 0      |
| Bijgewerkt tot en met 6 augustus 2023. |                    |                 |                                   |            |            |       |       |                |                |        |        |